# John Beverly Oke
John Beverley Oke (23 mars 1928 - 2 mars 2004) est un astronome et professeur d'astronomie à Caltech,. Il a travaillé dans le domaine de la photométrie et de la spectroscopie astronomiques et est connu pour avoir créé des instruments de détection et de mesure des phénomènes cosmiques. Ses instruments ont été utilisés sur le télescope Hale au mont Palomar, en Californie, et sur le télescope Keck à l'Observatoires du Mauna Kea, à Hawaï. 
« Il a été l'un des premiers astronomes-instrumentalistes vraiment sérieux et excellents et c'est en grande partie grâce à lui et aux instruments qu'il a conçus et construits que Palomar et le télescope de 5m sont restés en avance sur le reste du monde dans les années 60, 70 et 80 » à déclaré James Gunn, professeur d'astronomie à l'observatoire de l'université de Princeton.
Oke a obtenu son doctorat à l'université de Princeton en 1953. Son travail et ses instruments ont contribué à la découverte, en 1963, du quasar 3C 273 qui s'éloignait de la Terre à un sixième de la vitesse de la lumière. 